# Cementownia Warta
Cementownia „Warta” S.A. – cementownia mieszcząca się w Trębaczewie koło Działoszyna w woj. łódzkim, wybudowana w latach 1960-1963.
14 lipca 1959 roku decyzją Ministra Budownictwa powołano Przedsiębiorstwo Cementownia „Działoszyn” w budowie w Działoszynie. 1 stycznia 1964 roku przyjęto nazwę Cementownia „Warta”. 30 grudnia 1973 roku utworzono Kombinat Cementowo-Wapienniczy „Warta”. 30 stycznia 1991 roku przedsiębiorstwo przekształcono w Jednoosobową Spółkę Akcyjną Skarbu Państwa. 22 kwietnia 1994 roku 75% akcji KCW Warta SA zostało zakupionych przez spółkę Polen Zement Beteiligungsgesellschaft. 1 lipca 2005 roku zmieniono nazwę na Cementownia „Warta” S.A..
W 2015 wyróżniona odznaką honorową za Zasługi dla Rozwoju Gospodarki Rzeczypospolitej Polskiej.